# Пинто, Айртон
Айртон Аделино Тейшейра Пинто (порт. Ayrton Adelino Teixeira Pinto; 12 декабря 1933, Рио-де-Жанейро — 17 ноября 2009, Сан-Паулу) — бразильский скрипач.
До восемнадцатилетнего возраста учился в Бразилии, окончив Бразильскую консерваторию в Рио-де-Жанейро. Затем продолжил образование в Консерватории Новой Англии в Бостоне под руководством Ричарда Бургина. В 1956 году получил премию имени Кусевицкого в ходе занятий в Беркширском музыкальном центре.
В 1959—1976 гг. играл в составе Бостонского симфонического оркестра, в ряде случаев исполнял также партии фортепиано и челесты. Одновременно в 1955—1964 гг. преподавал в Консерватории Новой Англии, а в 1962—1973 гг. в Колледже Уэллсли.
В 1976 г. вернулся в Бразилию, по приглашению Элеазара де Карвалью заняв (до 1988 г.) место концертмейстера в Симфоническом оркестре штата Сан-Паулу, с которым также часто выступал как солист. Как ансамблист выступал в составе фортепианного трио с Ярой Бернетте и Антонио дель Кларо, записал фортепианные трио Эйтора Вилла-Лобоса. Среди других записей Пинто — сонаты Иоганнеса Брамса (с пианистом Фернандо Лопесом). В последний раз выступил с концертом в 2003 г. в Порту-Алегри.
В 1977—2003 гг. преподавал в Университете штата Сан-Паулу, в 1997—2001 гг. возглавлял университетский камерный оркестр. Кроме того, на протяжении многих лет был одним из главных организаторов Зимнего музыкального фестиваля в городе Кампус-ду-Жордау.